# Perdicella fulgurans
Perdicella fulgurans foi uma espécie de gastrópodes da família Achatinellidae. Foi endémica dos Estados Unidos da América.